# Richard Franke (Politiker)

Richard Franke

Richard Franke (* 15. Oktober 1860 in Quaschwitz; † 6. November 1927 ebenda) war ein deutscher Politiker (DDP).
Nach dem Besuch der Dorfschule arbeitete Franke als Zimmermann. Später  wurde er auf dem Bauerngut seines Vaters zum Landwirt ausgebildet. Um 1890 übernahm er das Gut seines Vaters. 
1910 wurde Franke als Kandidat der Fortschrittlichen Volkspartei in den weimarischen Landtag gewählt, in dem er den Wahlkreis Neustadt vertrat.
Von Januar 1919 bis Juni 1920 saß Franke als Abgeordneter für die Deutsche Demokratische Partei (DDP) mit einem Mandat für den Wahlkreis 56 (Thüringen) in der Weimarer Nationalversammlung.